# 1806 w literaturze
Wydarzenia literackie w 1806 roku.

## Nowe książki
- Maria Edgeworth – Leonora
- Matthew Gregory Lewis – Feudal Tyrants; or, The Counts of Carlsheim and Sargans. A romance
- Lady Morgan – The Wild Irish Girl

## Nowe dramaty
- Heinrich von Kleist – Rozbity dzban
- Leandro Fernández de Moratín – El sí de las niñas

## Nowe poezje
- polskie
  - Stanisław Trembecki – Sofiówka
- zagraniczne
  - William Hamilton Drummond – The Battle of Trafalgar, a Heroic Poem

## Nowe prace naukowe
- polskie
  - Józef Filipecki – O utrzymaniu ludzi starszych
- zagraniczne
  - Johann Christoph Adelung – Mithridates, a History of Language and Dialects
  - Johann Gottlieb Fichte – Die Anweisung zum seligen Leben oder auch die Religionslehre
  - Johann Gottlieb Fichte – Die Grundzüge des gegenwärtigen Zeitalters
  - James Madison – An Examination of the British Doctrine which Subjects to Capture a Neutral Trade not Open in Time of Peace

## Urodzili się
- 6 marca – Elizabeth Barrett Browning, angielska poetka (zm. 1861)
- 17 kwietnia – William Gilmore Simms, amerykański prozaik i poeta (zm. 1870)
- 20 maja – John Stuart Mill, angielski filozof (zm. 1873)
- 22 lipca – Johann Kaspar Zeuss, niemiecki uczony i językoznawca (zm. 1856)
- 12 sierpnia – Elizabeth Oakes Smith, amerykańska prozaiczka, poetka i edytorka (zm. 1893)

## Zmarli
- 4 kwietnia – Carlo Gozzi, włoski dramaturg (ur. 1720)
- data nieznana – Franciszek Zagórski, polski poeta (ur. 1770)